# Hongrois de la plaine transylvaine
Le hongrois de la plaine transylvaine (en hongrois : Mezőségi magyar) est un dialecte hongrois parlé essentiellement dans la plaine de Transylvanie, à la frontière entre la Roumanie et la Hongrie. Ces parlers sont propres à la Transylvanie, à l’exception des départements de Mureș, de Harghita et de Covasna.
Spécificités phonétiques :
| Phénomène                                                      | Parlers transylvains | Hongrois standard | Traduction                                  |
| -------------------------------------------------------------- | -------------------- | ----------------- | ------------------------------------------- |
| ouverture de [o] en [ɒ])                                       | bagár                | bogár             | « coléoptère »                              |
| ouverture de [o] en [ɒ])                                       | malam                | malom             | « moulin »                                  |
| ouverture de [o] en [ɒ])                                       | szaba                | szoba             | « chambre »                                 |
| ouverture de ö en [œ])                                         | [tœk]                | tök [tøk]         | « courge »                                  |
| fréquent raccourcissement des voyelles longues                 | házbol               | házból            | « de la maison » (avec idée de déplacement) |
| fréquent raccourcissement des voyelles longues                 | mellöl               | mellől            | « d’à côté de » (avec idée de déplacement)  |
| prononciation en diphtongue descendante des voyelles ó, ő et é | [jow]                | jó                | « bon(ne) »                                 |
| prononciation en diphtongue descendante des voyelles ó, ő et é | [løɥ]                | lő                | « il/elle tire » (au fusil)                 |
| le plus souvent [j] à la place de [l]                          | jány                 | lány              | « fille »                                   |

À mentionner pour le parler de l’ouest de Cluj-Napoca le rhotacisme de l devant s [ʃ] :
| Parler à l’ouest de Cluj-Napoca | Hongrois standard | Traduction        |
| ------------------------------- | ----------------- | ----------------- |
| [ɛrʃøɥ]                         | első              | « premier, -ère » |

Une particularité morphologique des parlers de Transylvanie est la conservation d’un temps passé correspondant au passé simple des langues romanes, disparu du hongrois standard : mene « il/elle alla », jövék « je vins ».